# Принцът и просякът (български филм)
„Принцът и просякът“ е български игрален филм (драма) от 2005 г. на режисьора Мариана Евстатиева-Биолчева по сценарий на Мая Даскалова. Оператор е Людмил Христов. Музиката във филма е композирана от Митко Щерев.
Създаден е по едноименния роман на Марк Твен.

## Актьорски състав
- Досьо Досев
- Веселин Ранков
- Иван Ранков
- Пламен Димитров
- Ивайло Герасков
- Васил Михайлов
- Пламена Гетова
- Любен Чаталов
- Валери Йорданов